# زیارت پایین
زیارت پایین روستایی از توابع بخش مرکزی شهرستان دماوند در استان تهران ایران است.
مردم این روستا از قومیت طبری هستند و به زبان طبری دماوندی که گویشی از زبان مازندرانی می‌باشد صحبت می‌کنند.

## جمعیت
این روستا در دهستان جمع‌آبرود قرار دارد و براساس سرشماری مرکز آمار ایران در سال ۱۳۸۵، جمعیت آن ۲۰ نفر (۸خانوار) بوده‌است.